# Þorsteinn Erlingsson
Þorsteinn Erlingsson (* 27. September 1858 in Stóra Mörk, Rangárvallasýsla; † 28. September 1914 in Reykjavík) war ein isländischer Schriftsteller, der vor allem Gedichte und Lieder verfasste.

## Leben
Þorsteinns Eltern waren der Bauer Erlingur Pálsson und dessen Frau Þuriður Jónsdottir. Wegen der Armut seiner Eltern wuchs er bei seiner Großmutter in Fljótshlíð auf. Von 1877 bis 1883 besuchte er eine Schule in Reykjavík. Danach begann er in Kopenhagen Rechtswissenschaft und altnordische Philologie zu studieren, beendete das Studium jedoch nicht. Er arbeitet als Journalist sowie Privatlehrer und schrieb erste Gedichte.
Þorsteinns Werk ist von der Romantik und vom Realismus beeinflusst, den er in Dänemark kennenlernte. Als Sozialist kritisierte er Monarchie und Kapitalismus, die dänische Herrschaft in Island sowie die Kirche. Neben sozialistischen Liedern schrieb er auch Gedichte über Islands Geschichte und Natur.
1896 kehrte er nach Island zurück, wo seine Gedichte 1897 unter dem Titel Þyrnar erstmals in Buchform erschienen. Er arbeitete in Seyðisfjörður und Bíldudalur als Journalist. Um die Jahrtausendwende gab er auch eine Zeitung heraus. 1903 ließ er sich in Reykjavík nieder, wo er 1914 an einer Lungenentzündung starb.
Postum erschienen 1928 Málleysingjar, ein Band mit Erzählungen, sowie 1958 gesammelte Werke.
Þorsteinn war auch als Übersetzer tätig. Unter anderem übertrug er Gullivers Reisen und Rudolf Erich Raspes Münchhausen-Erzählungen ins Isländische.

## Werke
- Þyrnar (Gedichte, 1897)
- Eiðurinn (Gedichte, 1913)
- Mállesyingjar (Erzählungen, 1928)
- Rit (Gesammelte Werke in 3 Bänden, 1958)